# PQ
PQとは、前頭前野がもたらすヒトをヒトたらしめる意識や知性、知能、感情制御、社会性をもたらす機能の総称である。
Potentiality Quotientの頭文字をとったもので、潜在能力指数という意味であったが、この意味でのPQは、2005年にはHQ（Humanity/Hyper-Quotient ）に改称された。
HQの発達は8歳がピークで子供のHQを高める方法には、読書（音読）、計算、会話、豊かな人間関係、遊び等が指摘されている。
また、跳ね返すことが出来る程度の適度のストレス、躾けや武道の鍛錬なども脳内ホルモンのドーパミンが分泌して、前頭連合野の働きを活性化させる。
一方、スタンフォード大学経営大学院のロデリック M.クラマー(Roderick M. Kramer)は、PQを駆け引きの知能指数(Politics Intelligence)と定義し、SQ（Social Intelligence:社会的知能）と対比している（「『鬼上司』の復権」ハーバードビジネスレビュー日本語版,2006年9月）。ただし、この人物はこの分野の専門家ではない。

## IQとの関係
IQは知能に対してHQは知恵を育てる能力のことである。
ただやみくもにIQを高めても前頭連合野を育てなければ百害あって一利無しという。
前頭連合野の働きを高めると、HQの働きも高まり、様々な活動において成功する確率が高くなるという。
すなわち、成功の要因がHQと密接に関係している。

## ゲーム脳とHQについて
日本大学の森昭雄教授は、独自に開発した脳波計でテレビゲームをプレイしている人間の脳波を計測した結果、熱中しすぎると前頭前野は働かなくなり、高齢者の認知症と同じ状態になるとした、いわゆるゲーム脳説を提唱した。しかし、この学説は脳科学に対する多くの無知と誤解に基づいていると見られており、現在ではゲーム脳は疑似科学とみなされている。著書『ゲーム脳の恐怖』は2003年度の「日本トンデモ本大賞」にノミネートされている。